# Chthonius prove
Espèce
Chthonius prove est une espèce de pseudoscorpions de la famille des Chthoniidae.

## Distribution
Cette espèce est endémique du Monténégro. Elle se rencontre dans une grotte à Gornji Morinj dans le Krivošije.

## Description
La femelle holotype mesure 1,58 mm.

## Publication originale
- Ćurčić, Dimitrijević & Makarov, 1997 : New species of Chthoniidae and Neobisiidae (Arachnida, Pseudoscorpiones) from Montenegro, Yugoslavia. Journal of Arachnology, vol. 25, no 2, p. 213-227 (texte intégral).